# Lucia
För andra betydelser, se Lucia (olika betydelser).
Lucia är en högtid som firas den 13 december, samt även namnet på högtidens huvudperson. I Sverige ingår Lucia tillsammans med advent i förberedelserna till julfirandet. Centralt i det moderna firandet är luciatåget, med en lucia, klädd i vitt med ljuskrona på huvudet och ett rött band om magen. Tillsammans med sina tärnor och stjärngossar framför lucian traditionella luciasånger och bjuder på adventsfika. Det svenska moderna luciatåget är en blandning av flera traditioner, varav de flesta folkliga. Eventuellt finns också ett förkristet inslag. 
Den svenska traditionen Luciatåget har spritts till andra nordiska länder, och i viss mån också utanför Norden.
13 decembers namnsdag Lucia kommer från den gamla helgonkalendern. 
Helgonet Lucia vördas i både västkyrkan och östkyrkan, och ska ha levt på Sicilien omkring år 300. Även om oljelampa eller ljus i handen tillhör Lucias helgonattribut har dagens nordiska luciafirande föga gemensamt med helgonkulten.

## Etymologi
Namnet Lucia är den feminina formen av det romerska förnamnet (praenomen) Lucius. Det har en koppling till latinets ord för 'ljus', lux (gen. lucis) och gavs troligen, ursprungligen, till pojkar som föddes vid dagens gryning. På italienska är Lucia ett namn som betyder den ljusa. Lucio är den maskulina varianten av namnet. Ordstammen för lux, lucis är i sin tur ett urindoeuropeiskt arvord.

## Helgongestalten Lucia i svensk tradition
Såväl heliga Lucias helgondag den 13 december som namnet på Lucifer, (som sades vara särskilt aktiv den natten), ligger nära latinets ord för ljus (lux).  Det röda sidenband som Lucia har om midjan sägs symbolisera Lucias martyrdöd. Den vita dräkten symboliserar helgonets renhet. Glitter i håret anspelar på en helgongloria. 

## Historia
Den 13 december har man inom både västlig och östlig kristendom sedan medeltiden firat ljusets skyddshelgon Lucia vid årets mörkaste dag, nämligen Vintersolståndet enligt den julianska kalendern. Sedan man övergått till den gregorianska kalendern, vilket för Sveriges del skedde på 1700-talet, infaller vintersolståndet den 22 december men luciafesten ligger kvar på samma datum. 
Lucia är en av de få högtider i de skandinaviska protestantiska länderna som är namngivet efter ett helgon: Sankta Lucia, skyddshelgonet för Syrakusa som dog på 300-talet. Men namnet på ljushögtiden är en senare företeelse än själva firandet.
Enligt nordisk folktro var den 13 december en farlig natt eftersom man trodde att övernaturliga makter var i rörelse under vintersolståndet. Man trodde även att djuren kunde tala under lucianatten. Alla julförberedelser skulle vara klara till luciadagen och det firade man med att äta och dricka lite extra. Även husdjuren fick extra foder.
Luciafirande och besläktade traditioner har förändrats genom århundradena och först omkring sekelskiftet 1900 etablerades en gemensam och allmänt spridd luciatradition i Sverige. Den moderna svenska luciatraditionen har troligen ett starkare ursprung i Västsverige, Dalsland, Bohuslän, Västergötland och Värmland. Därifrån har den spritt sig över hela Sverige. Från samma tider finns belägg för Luciauppträdanden i finlandssvenska områden.
Under 1900-talet har luciafirandet spritts till andra områden och delar av världen såsom Danmark och delvis i Norge. 

### Äldre svensk luciatradition

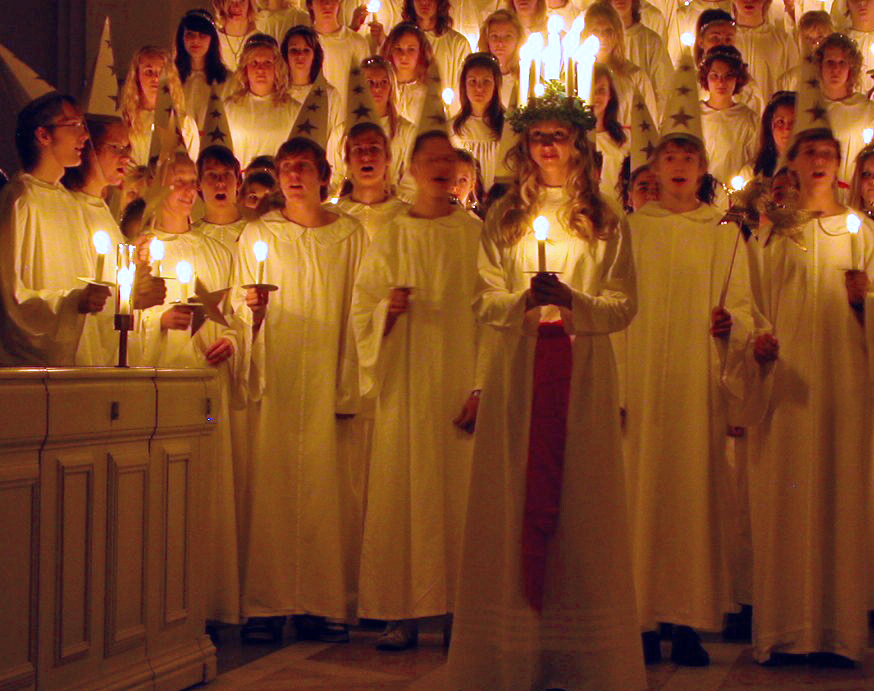
Luciafirande i en svensk kyrka 2006.

#### Hednisk bakgrund och Medeltid
Vid den mörkaste tiden på året i det förkristna Norden besvärjdes ljusets makter för att få ljuset att återvända. Årets längsta natt kallades midvinter och fungerade som motsvarighet till midsommaren. Det är från dessa föreställningar kopplade till ljus, mörker och årets gång, som den svenska ljushögtiden runt den 13 december ursprungligen härstammar.
Under 1300-talet, då den julianska kalendern gällde i Sverige och därmed även i Finland, var lucianatten årets längsta natt. Då ansåg man att övernaturliga makter var ute och härjade och att det därför var bäst att hålla sig vaken (lussevaka). Från medeltiden finns uppgifter om firandet av julfastans ingång. På lucianatten slaktades julgrisen och det festades natten lång.  Traditionen med en ljusbringande kvinnogestalt kan ha sitt ursprung i en hednisk ljusgudinna; Den moderna Luciahögtiden skulle därmed kunna vara ett exempel på kristianisering.

#### 1700- och 1800-tal
Under medeltiden inträffade vintersolståndet den 11 december. Genom förskjutningen vid införandet av den gregorianska kalendern på 1700-talet inträffar nu vintersolståndet i stället 21 eller 22 december. Men i folktron levde 13 december kvar som årets längsta natt, då man skulle hålla sig inomhus, stanna uppe och vaka. Ungdomar kunde klä ut sig, till exempel till det motsatta könet, och gå runt till olika stugor och gårdar för att sjunga och tigga mat och dryck.
Luciadagen kallades på sina håll lillejul, och ansågs också vara den dag då bak, trösk, och brygd skulle vara avslutade för året.
Firandet var vanligast runt Vänern i sydvästra Sverige, det vill säga i Bohuslän, Västergötland, Dalsland och Värmland. Exakt varför den geografiska fördelningen såg ut så är oklart. 
Prosten Carl Fredrik Nyman berättar i den otryckta Märkvärdigheter uti Ingelstads härad från en resa i Västergötland 1764, hur han då stötte på den för honom helt okända luciatraditionen: Rätt som jag låg i min bästa sömn, hördes en Vocalmusique utan för min dörr, hvaraf jag väcktes. Strax derpå inträdde först ett hvit-klädt fruntimmer med gördel om lifvet, liksom en vinge på hvardera axeln, stora itända ljus i hwar sin stora silfversljusstake, som sattes på bordet, och strax derpå kom en annan med ett litet dukadt bord, försedt med allehanda kräseliga, äteliga och våtvaror, som nedsattes mitt för sängarna... det är Lussebete. Det är första kända dokumentationen av något som kan liknas vid en Lucia. 
I den första tryckta Värmlandsbeskrivningen, Erik Fernows Beskrifning öfwer Wärmeland från 1773, ges en tidig beskrivning av Lussetraditionen i Värmland: Man skall den dagen wara uppe at äta bittida om ottan, hos somlige tör ock et litet rus slinka med på köpet. Sedan lägger man sig at sofwa, och därpå ätes ny frukost. Hos Bönderne kallas detta 'äta Lussebete', men hos de förnämare 'fira Luciäottan'. Medan Hofsten beskrev seden som endast förekommande hos allmogen, säger Fernow att den förekom även på herrgårdarna.
Den verkar även ha spridit sig utanför Värmland. 1791 firades Lucia vid den Värmländska nationen i Lund. 
1791 firades Luciadagen på Åkerö slott enligt hävdvunnen sed. Ebba Sparre har beskrivit i ett brev till sin syster hur hon väcktes av fiolspel, och då hon öppnade ögonen fick se två av tjänsteflickorna med förvaltarens dotter och en hushållerska komma in i kammaren, helt vitklädda med blomstergirlanger på huvudena och bärande mellan sig ett slags altare, med en korg i guldpapper och med 16 brinnande ljus.
Den första gången en lucia med ljus på huvudet finns dokumentariskt belagd är från 1820, och det handlade då om en manlig lucia. En bruksinspektor i Skinnskatteberg berättar: ... då sex rätter voro förtärde och endast den sjunde, kakan, återstod, öfverraskades gästerna af en egendomlig syn. Dubbeldörrarna till förstugan uppslogos, och in trädde en dräng klädd i hvitt lakan, med en krans af ljus på hufvudet och bärande en väldig bål med glöggus. Egentligen borde det varit en tjenstflicka, ty han skulle föreställa Sancta Lucia, men, förmodligen för bördans skull, hade därtill i senare tider tagits en karl.
En manlig Lucia verkar dock inte ha varit helt unik. Otto U. Marin beskriver 1837 lussefirandet hos ett herrskap S., som hade för sed att fira denna morgonstund i likhet med hvad öfligt är uti en del provinser. Vid mitten av 1800-talet börjar Luciatraditionen att sprida sig allt mer, då främst i de västsvenska landskapen, inklusive Göteborg och västra Bergslagen.

#### Lussi och andra besläktade traditioner
Liknande traditioner har förekommit i östra Norge, där lucia/midvinter i folktron gått under beteckningen lussinatt, med en mängd föreställningar om övernaturliga krafter kopplade till midvinternatten.

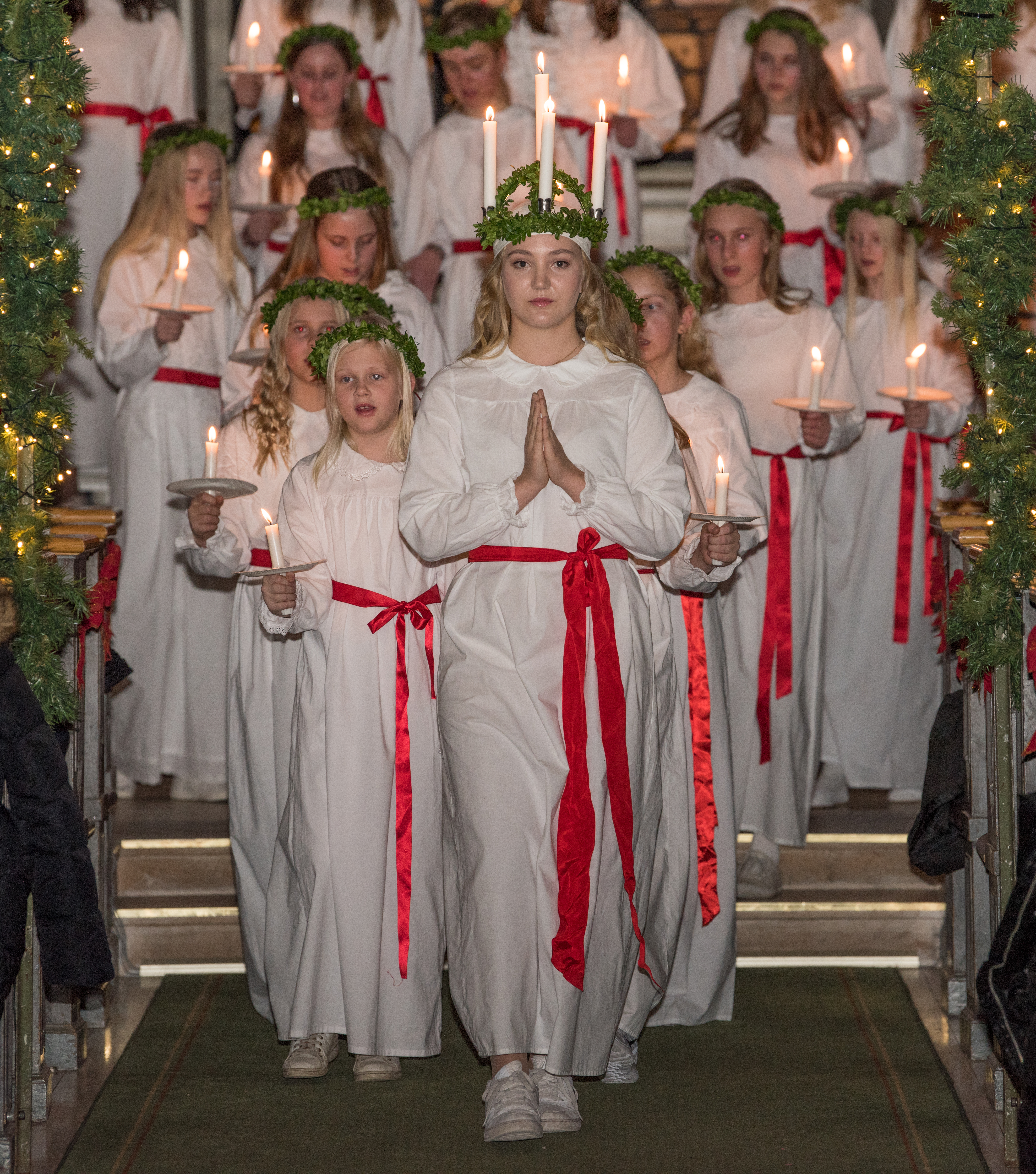
Luciafirande i Vaxholms kyrka 2017.

Lussinatta inträffade den 13 december och det var då som Lussi, eller Lussekäringen, en kvinnovarelse med onda egenskaper likt en kvinnlig demon eller häxa, kom ridande genom luften med sina följeslagare som kallades för lussiferda. I vissa trakter, särskilt i Västergötland, handlade i stället om en man, Lussegubben. Lucialegenden var känd i Norden först på 1200-talet, och först på 1300-talet var namnet allmänt känt som namn på dagen. Lussi är med all sannolikhet en personifikation av dagen, utan koppling till helgonet. Under tiden mellan lussinatta och julen trodde man att troll och onda andar var särskilt aktiva utomhus. Det var synnerligen farligt att vara ute under själva lussinatta. Barn som hade begått illdåd behövde akta sig extra noga, då Lussi kunde komma ner för skorstenen och röva bort dem. Om vissa av julens förberedelser inte blev klara, kunde Lussi straffa gården i fråga.
Olof Rudbeck d.ä. gjorde i sin Atlantica ett försök att koppla föreställningen mellan en Lussi och den grekiska mytologins Demeter. Denna identifikation upprepades senare av Erland Hofsten i början av 1700-talet, men anses idag som ett utslag av göticism. Rudbeck ger inte någon beskrivning av Lussitraditionen som den såg ut i slutet av 1600-talet.
Liknande traditioner har funnits även i andra länder, bland annat Böhmen.
I Värmland uppstod en annan tradition. Erland Hofsten berättade i sin otryckta Beskrifning öfwer Wermeland i början av 1700-talet om vad han uppfattade som ett Warimanniens ålder til upbruk och beboande, i dy thet kan gifwa wid handen thenna fäst här hafwa satt sig förrän någon annan ort av Swea och Giöta, emädan the ther om eij enss hört, men the emot then sedan af hedenhöös här warit brukat. Ingen utförligare beskrivning ges av vad festen gick ut på. Hofstens teorier om festens hedniska ursprung är dock med all förmodan överdrivna.
Möjligen har Lucia som en flicka med ljus i håret influerats av den tyska traditionen med Christkindlein eller kinkenjes. Seden har bland annat förekommit hos estlandssvenskar och Sophie von Knorring har i sina memoarer berättat att man i hennes mormors hem tidigare hade en Kinkenges" som överlämnade julklapparna för att 1807 ersättas av Julbocken. På ett tyskt kopparstick från 1700-talet visas en "Das Christibescherens oder der fröhliche Morgen" med en figur med ljusstålande krona på huvudet och ett ljus i vardera handen som liknar vår Lucia. I Stjärngossespelen i västra Närke beskrivs 1884 en "ljusskottbärare" som uppträdde i en rund mössa av rödt och hvitt papper med kulle; uti densamma sitta fyra ljusstakar med ljus uti. Han var även vitklädd med ett rött band om livet.
Nils Keyland har beskrivit ett värmländskt stjärngossespel där stjärnbäraren bar "ljus på huvudet, fästade på någon slags krus av halm". Ljusskottbäraren har dock inte identifierats med Jesusbarnet, utan snarare med den "sångängel" som förekommer i Staffansspelen.

#### Lekbrudar
Ett annat ursprung för Luciatraditionen är troligen även de lekbrudar som förekommit i flera landskap. Det vanligaste är att de förekommer under vårtiden som pingstbrud, majbrud, midsommarbrud eller blomsterbrud. I Västergötland har pingstbrudar varit vanligast. Liknande har dock förekommit även under vintertid. Louise Hagberg har dokumenterat en uppteckning som trettondagsbrudar i Virserums socken i Småland, och i Österbottens svenskbygder har tjugondagsbrudar förekommit. En liknande tradition har spårats i Tvärreds socken i Västergötand där man på Knutdagen klädde en pojke till brudgum och en flicka till brud. I Kville i norra Bohuslän har samma sed spårats både till tjugondagen och till Felixdagen (14 januari).

#### Ungdomstraditioner
Ungdomarna hade sin egen tradition på årets längsta natt. Det var att dra runt mellan gårdarna i grannskapet och sjunga visor, för att på så sätt få pengar och gåvor, skämta och skrämmas lite. Ofta sjöngs några av de många Staffansvisorna, som i sista versen ofta har en anspelning på brännvin eller gåvor, vilket man ville ha från gården man sjöng för. Samma fenomen uppträdde på valborgsnatten då det kallades att sjunga maj. Såväl tiggar- och skämtsånger kring lucia, som att sjunga maj har alltså överlevt in i våra dagar, fast i förändrade former.

#### Herrgårdarnas firande ochKinkenjes

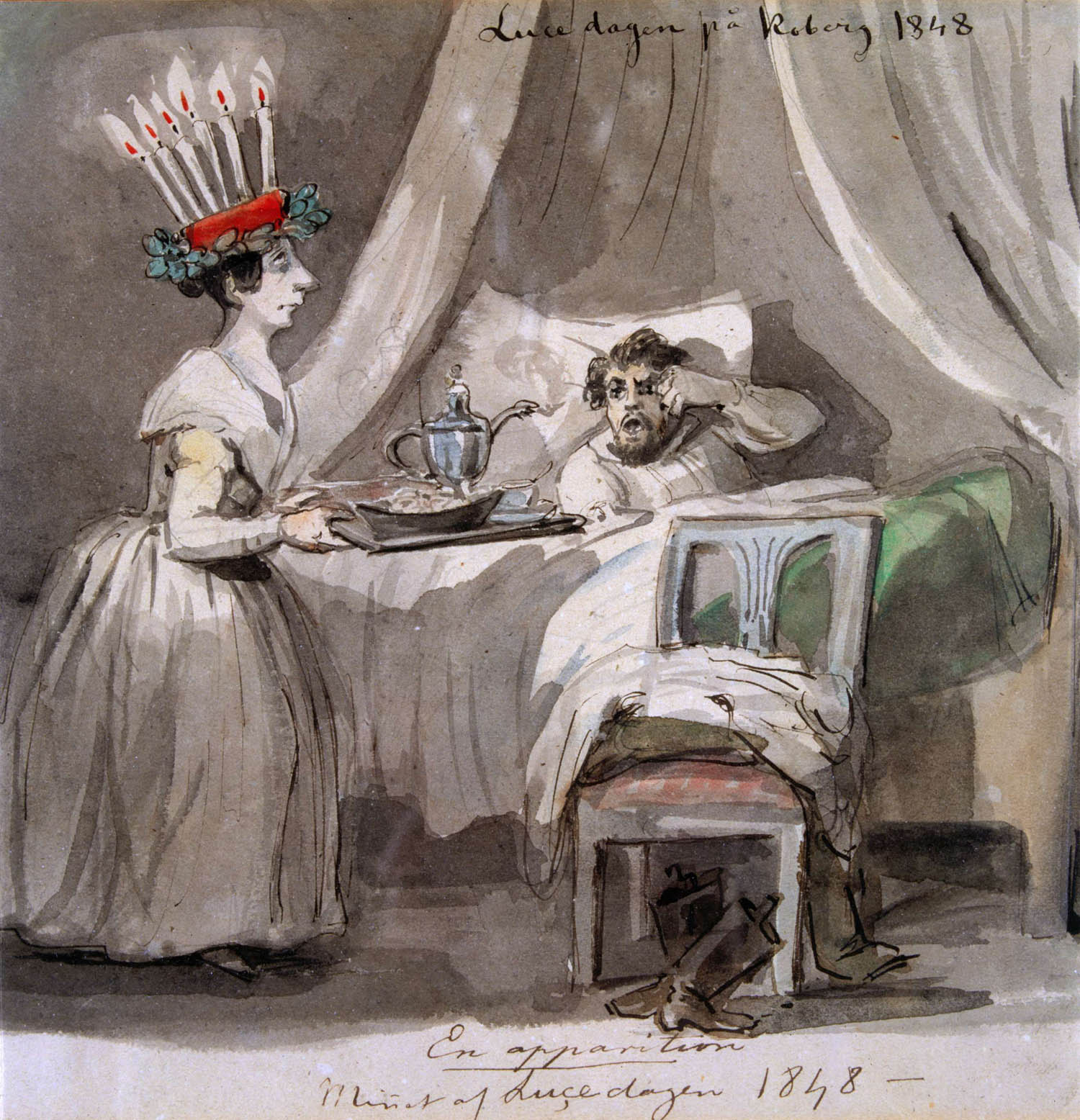
Luciafirande på Koberg i Västergötland 1848. Akvarell av Fritz von Dardel.

Man firade, såväl hos allmogen som på herrgårdarna med mat och dryck. I herrgårdsmiljöerna uppstod under tidigt 1800-tal, en tradition med att en vitklädd kvinnogestalt ingick som en del i vakandet. En av gårdens kvinnor klädde sig i vitt och fick bära en ljuskrans i håret. Traditionen tros ha kommit under sent 1700-tal från Tyskland, där en flicka kläddes upp för att vara Christkindlein eller Kinkenjes med tända ljus i håret som föreställde en gloria. Den ljusa luciagestalten kan således ursprungligen ha kopplingar till bilden av jesusbarnet i krubban.
Traditionen med en ljusklädd kvinnogestalt växte sig allt starkare i herrgårdsmiljöerna kring Vänern under 1800-talets första decennier. Därifrån började den under mitten av 1800-talet sakta sippra ut till andra sammanhang – till exempel till universitetens studentmiljöer, men också till allmogen i Vänerlandskapen.

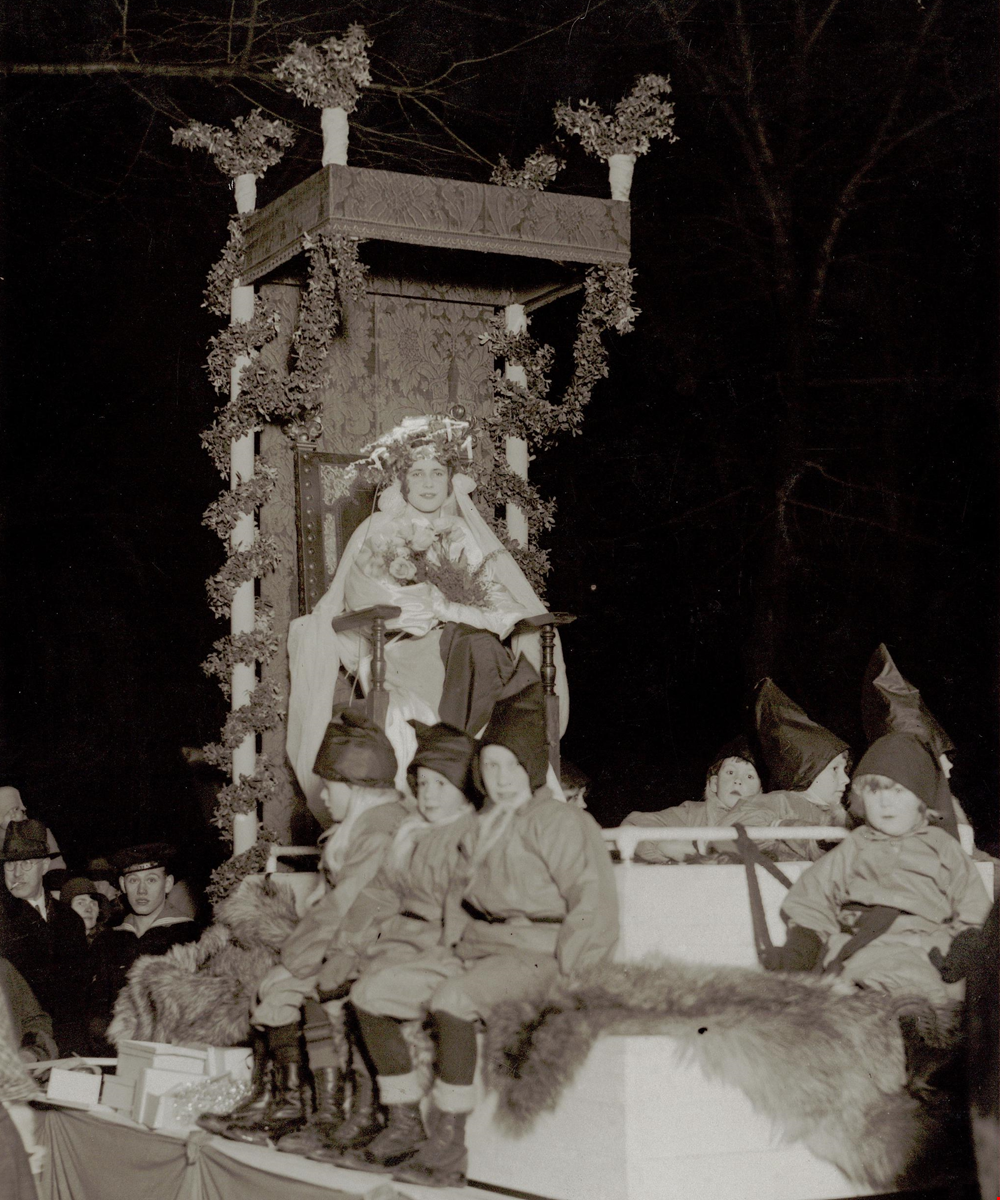
Gudrun Jern som Sveriges Lucia 1929.

### 1900-tal
Friluftsmuseet Skansen tog upp luciatraditionen 1893 i Bollnässtugan, då mest som en gammal tradition värd att bevara. Det moderna luciafirandet fick en skjuts när Stockholms Dagblad 1928 arrangerade en luciatävling med ett offentligt luciatåg i Stockholm. 
Den som då var den första att koras till Stockholms Lucia var Solveig Hedengran. Lucia färdades den gången i kortege genom staden i fyrspänd vagn, i följet fanns tärnor, stjärngossar, tomtar, fackelbärare och en orkester. Seden fick därefter snabbt efterföljare över hela landet, inte minst genom lokalpressens initiativ. 1973–1980 kröntes Sveriges Lucia på Skansen, efter omröstning i tidskriften Året Runt. Luciakröningen på Skansen har sedan fortsatt med andra samarbetspartner.

### Staffansvisor

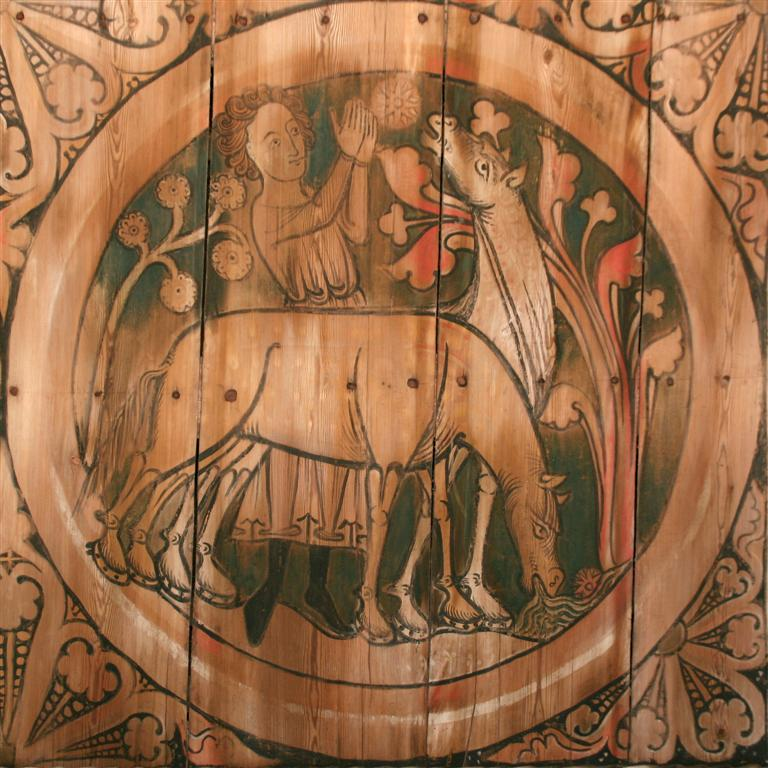
Staffan stalledräng, medeltida takmålning från 1200-talet i Dädesjö gamla kyrka.

Seden att gå runt bland hus i grannskapet är ett arv från äldre tiders staffanssjungning, som förekom både på landet och i städerna, där djäknar, men även den vanliga yngre landsortsbefolkningen, gick mellan husen för att samla in pengar.
Staffanssjungningen hörde ursprungligen hemma 26 december, men i samband med att Lussefirandet på Skansen infördes kombinerades inslag från Staffanssjungningen i Luciafirandet. Samtidigt har man på Skansen tidigare, fram till åtminstone på 1970-talet, haft stjärngossar som sjöng i stugor och på restauranger under perioden Annandag jul och till och med Trettondagen (dessa stjärngossar sammanslöt sig även i "kamratföreningen" Föreningen Skansens stjärngossar, FSS).
Det har också spekulerats i om de otaliga staffansvisorna och det ivriga omtalandet av Staffans hästar kan dölja en äldre förkristen hästkult, omvandlad till den mer passande Staffan stalledräng. Teorier om att Staffan inte skulle vara kopplade till djäknetraditionen, utan i stället ha fornnordiska, hedniska anor, framfördes av Olof Broman på 1700-talet. Dessa teorier är dock sedan mitten av 1800-talet utrangerade som orimliga.

## Modern svensk luciatradition

### Luciatåg

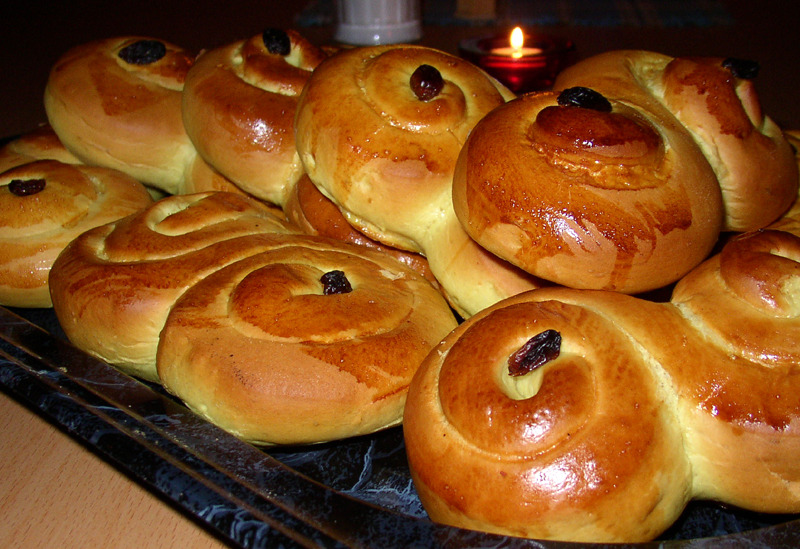
Lussekatter tillhör Luciafirandet.

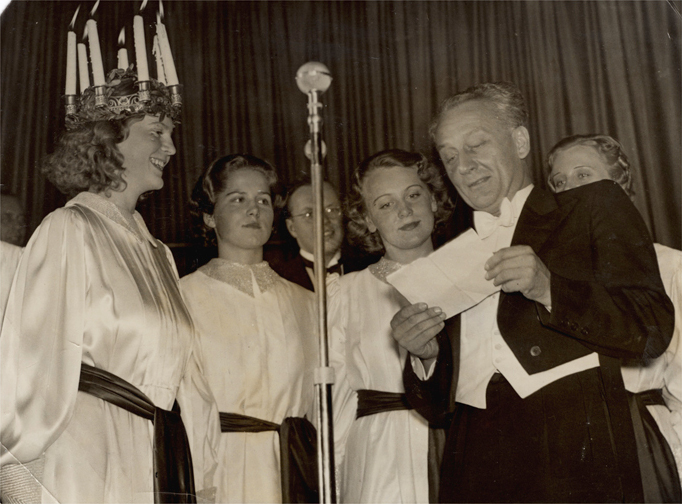
Nobelpristagaren Albert Szent-Györgyi tillsammans med Lucia och tärnor i Stockholm 1937.

Ett vanligt luciatåg består av ett följe som sjunger sånger och visor med Lucia-, Staffans- och jultema. I samband med luciatåget kan gästerna bjudas på lussefika som kan bestå av kaffe eller glögg och något barnvänligt alternativ, lussebullar och pepparkakor. Det moderna luciatåget har traditionellt alltid en (1) lucia, klädd i vitt med ljuskrona (även kallad luciakrona) på huvudet och ett rött band om magen. Lucian följs av tärnor, i likadana vita långa särkar som lucian men med glitter eller kransar i håret och ibland även glitter eller andra band om midjan. Stjärngossar som framför Staffansvisan brukar höra till. Särskilt barn brukar även vara utklädda till tomtar och ibland pepparkaksgubbar i luciatåget.
Lucia firas på skolor, förskolor, i föreningar och på många arbetsplatser. Det förekommer att barn går luciatåg och lussar för sina föräldrar och grannar. En orts officiella lucia utses ofta genom omröstningar i lokaltidningar. 

### Andra firanden
Den största årliga luciakonserten äger rum i Globen i Stockholm, där Adolf Fredriks musikklasser, Stockholms musikgymnasium och Stockholms läns blåsarsymfoniker spelar och sjunger. Detta luciatåg har bland annat blivit omnämnt i Guinness Rekordbok som världens största med över 1 200 medverkande.
För den svenska polisen kan högtiden innebära fler ingripanden i samband med ungdomsfylleri. För att motarbeta detta har man bland annat i svenska städer börjat arrangera så kallad nattbio i stället.
Det är tradition på Grand Hôtel i Stockholm att bjuda nobelpristagarna (de som stannat kvar i Stockholm efter nobelprisutdelningen den 10 december för att delta i andra nobelarrangemang) på ett luciatåg på morgonen den 13 december. Italienaren Dario Fo, nobelpristagare i litteratur 1997, dansade runt och sjöng duett med lucian, då med italiensk text.

### Nytänkanden och normbrytning

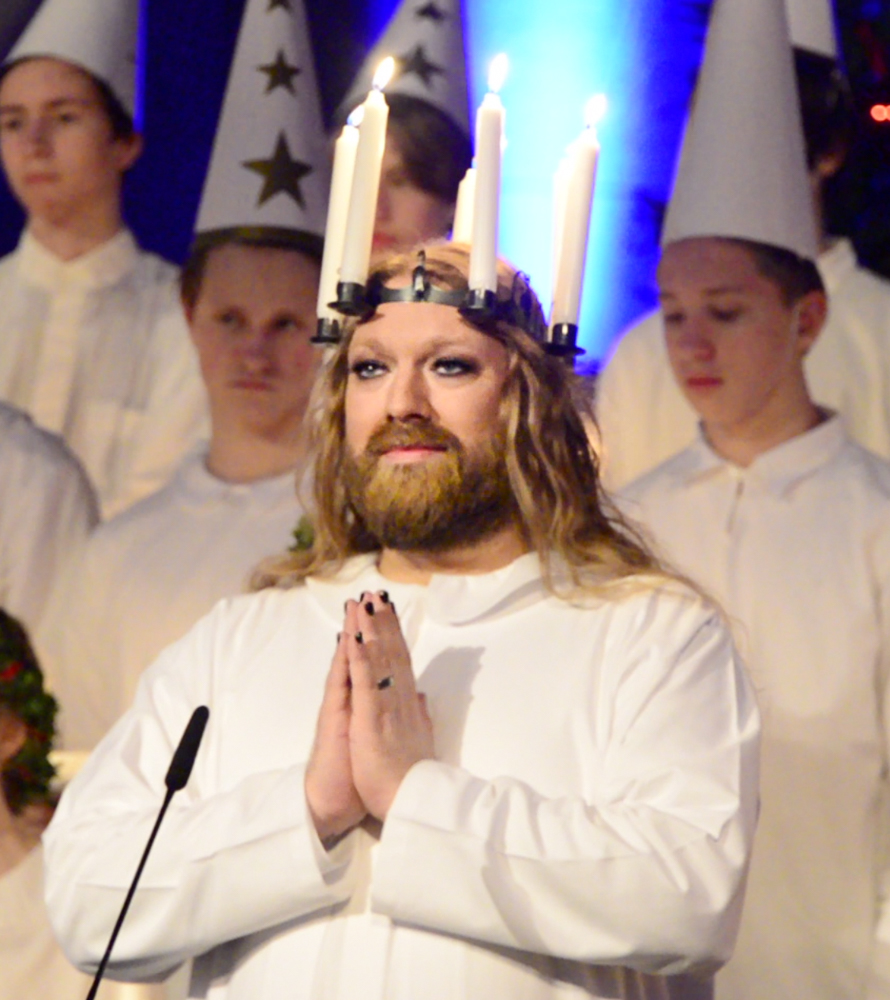
Rickard Söderberg under luciakonserten på Nordiska museet i Stockholm den 10 december 2017. (Bild ur film.)

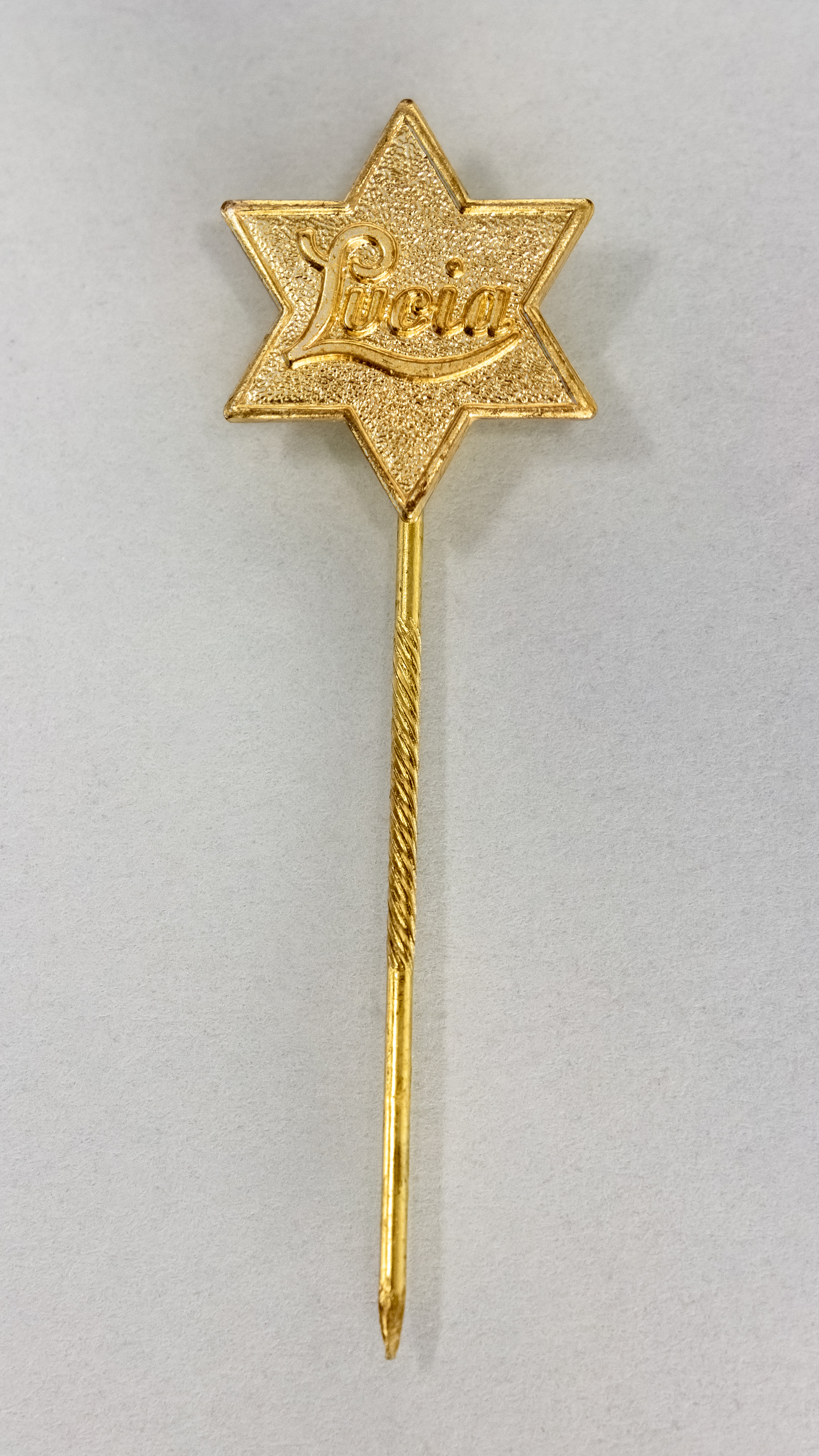
Lucianål från 1960-talet. Nålarna såldes på liknande sätt som Majblomman.

I dag är formerna för hur ett traditionellt luciafirande ska gå till väldigt starkt omhuldade. Detta visade sig genom reaktionerna på SVT:s Luciamorgon 2004, ett luciaprogram som anknöt till äldre folklig luciatradition. Sveriges Television och radions Ring P1 fick mottaga många klagomål om att de inte fick höra de vanliga luciasångerna och se de vanliga luciautstyrslarna.
Pojkar har också uppträtt som lucia trots att det väckt protester bland traditionalister. Faktum är dock att män uppträdde som lucia redan på 1800-talet. Detta då luciatraditionen först fick fäste vid universiteten och det fanns få kvinnliga studenter vid den tiden.
När en mörkhyad liten pojke iklädd luciakronan var med i varuhuskedjan Åhléns luciabild 2016 i samband med en annonskampanj väcktes starka reaktioner. På Facebook resulterade det i cirka 300 hatiska och rasistiska inlägg, samtidigt som bilden gilla- och älska-markerades av omkring 30 000 personer.
Även operasångaren Rickard Söderberg har officiellt varit lucia, då på Nordiska museet.

### Kända svenska luciasånger
- Luciasången
- Goder afton i denna sal
- Goder morgon i denna sal
- God morgon, mitt herrskap
- Lucia (”Himlen hänger stjärnsvart”)
- Lusse lelle
- Staffansvisan
- Strålande helgonfé

## Luciafirande i andra länder

### Finland

#### Finlandssvensk tradition
Lucia firas allmänt i Svenskfinland enligt samma traditioner som i Sverige. "Luciefester" firades i Nykarleby 1889. Luciatraditionen introducerades i Finland via skolorna, vilket präglade hur Lucia skulle uppträda. Det finns belägg för att Svenska fruntimmersskolan i Åbo hade en Lucia sedan 1898, och 1913 förekom en lucia vid Vörå folkhögskola. Vid Högvalla seminariums husmodersskola har seden med en lussande lucia upprätthållits från 1919. Vid Högvalla studerade flickor från hela Svenskfinland och de examinerade hushållslärarinnorna förde med sig traditionen till sina egna trakter. Luciatraditionen i Finland är resultatet av en medveten lansering. Under de språkpolitiskt turbulenta tiderna på 1920- och 1930-talen fungerade lucia som en identitetssymbol för de svenskspråkiga i Finland eftersom hon redan var en svenskhetssymbol i Sverige. Från 1930 fördes lucia aktivt ut via luciaprocessioner eller karnevalståg i ett flertal städer.
Finlands första nationella lucia korades år 1936 av föreningen Brage i Vasa. Den officiella Finlands Lucia väljs sedan 1950-talet i en omröstning som ordnas av Samfundet Folkhälsan, tidningen Hufvudstadsbladet och Svenska Yle och hon kröns i Helsingfors domkyrka. Därefter kör kortegen genom centrala Helsingfors. Samtidigt har många svensk- och tvåspråkiga kommuner egna lucior, och i många finlandssvenska dagstidningar röstas lokala lucior fram, ofta i samband med penninginsamling för välgörande ändamål. Daghem och skolor ordnar egna luciatåg. Även på julfester, föreningsfester och i hemmen är det vanligt med lucia. På grund av att lucia medvetet gjordes till en identitetssymbol för det svenska i Finland, har traditionen inte slagit igenom på bred front på finska, även om luciatraditionen också förekommer i skolor och på julfester på finskspråkigt håll.

### Danskt, norskt och isländskt luciafirande

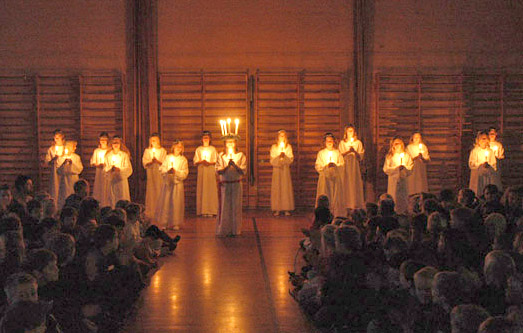
Danska flickor i luciatåget vid en kommunal skola i Helsingör, 2001.

I Danmark firades luciadag för första gången officiellt den 13 december 1944, som en ”direktimport” från Sverige på initiativ av Franz Wend, sekreterare i Föreningen Norden. Det var då ett försök att ”bringa ljus i en tid av mörker”. Det blev en protest mot Tysklands militära ockupation av Danmark under andra världskriget, vilket var vad som egentligen sågs som mörkret, snarare än det astronomiska mörkret, men Lucia har sedan dess blivit tradition. På danska sjungs en egen, fri översättning av den svenska luciasången: Nu bæres lyset frem.
Även till Norge och i någon mån Island har den svenska luciatraditionen spritts, men det är i första hand fråga om underhållning vid officiella arrangemang eller fester på daghem, mer sällan i hemmen.

### Italien
I delar av Italien förekommer en luciatradition som helt skiljer sig från den svenska. Katolska firanden äger rum den 13 december och i maj. Lucia, vars namn kommer från det latinska ordet "lux" som betyder ljus, anknyter till detta, och med dagarna som blir längre efter vintersolståndet. Sicilianarna har en legend som säger att hungersnöden upphörde Lucias festdag, när fartyg lastade med spannmål kom in i hamnen. Här är det tradition att äta fullkorn istället för bröd den 13 december. Detta tar vanligtvis formen av cuccia, en rätt med kokta vetekorn, ofta blandade med ricotta och honung.
Santa Lucia firas den 13 december i många delar av nordöstra Italien i de områden som historiskt tillhörde Republiken Venedig
I denna tradition, som härstammar från 1300-talet, kommer Lucia med gåvor till barnen. Lucia är populär bland barn i vissa regioner i nordöstra Italien, nämligen Trentino, Östra Lombardiet (Bergamo, Brescia, Cremona, Lodi och Mantua), delar av Veneto (Verona), delar av Emilia-Romagna (Piacenza, Parma, Reggio Emilia och Bologna), och hela Friuli, där hon sägs ge gåvor till snälla barn och kol till elaka barn natten mellan den 12 och 13 december. Enligt traditionen kommer hon i sällskap med en åsna och hennes eskort, Castaldo. Barn ombeds lämna lite kaffe till Lucia, en morot till åsnan och ett glas vin till Castaldo. De får inte se Santa Lucia leverera dessa gåvor, för då kommer hon att kasta aska i deras ögon och tillfälligt förblinda dem. [21]
Reliken av Helgonet Lucia förvaras i Venedig.
På Sicilien, där helgonet Sankta Lucia föddes, finns en luciatradition där barnen lämnar över mat till helgonet samt till en "flygande åsna" som hjälper Lucia att ge presenter. Om barnen råkar se henne kommer hon enligt sägnen att kasta aska i deras ögon, så att de blir tillfälligt blinda.
I Syrakusa på Sicilien, där Santa Lucia är skyddshelgon, genomförs firanden av Santa Lucia den 13 december samt i maj. Sedan några år brukar också en Lucia och några tärnor av svensk typ delta i Santa Lucias procession i Syrakusa. I Syrakusas domkyrka står en jättelik silverstaty som föreställer Santa Lucia. Den tolfte december ställs hon fram på altaret. En sluten ceremoni som leds av ärkebiskopen, där det äts en speciell Lucia-kaka som kallas "la cuccia."
Nästa dag får alla delta i firandet. Då bär man Lucian genom gatorna fram till Luciakyrkan, där hon en gång begravdes. Denna procession är en stor högtid och cirka 10 000 personer deltar.

### Malta
Santa Luċija är skyddshelgon för byarna L-Imtarfa (Malta) och Santa Luċija, Gozo. Den 13 december firar Malta också Republic Day.

### Spanien
Kommunen Mollerussa i Spanien håller sedan 1963 en tävling om papperskläder runt den 13 december. Santa Lucia anses vara skyddshelgon för sömmerskor som visat sin talang att sy klänningar av papper.

### Kroatien och Ungern
I Kroatien, Ungern och några av deras grannländer är en populär tradition på Santa Lucy’s Day att plantera vetekorn; numera fungerar detta som en symbol för det nya livet som föddes i Betlehem, med ett ljus som ibland placeras mitt i den nya växten som en symbol för Kristi ljus som Santa Lucia kommer med. Vetekorn planteras i en rund skål eller tallrik med jord som sedan vattnas. Om planteringen hålls fuktig gror fröna och skotten blir gärna flera centimeter höga till jul. De nya gröna skotten, som påminner oss om det nya livet som föddes i Betlehem, kan knytas med ett band och sättas nära eller under granen. Det är i själva verket en av de många hedniska traditioner som finns i Kroatien och andra slaviska nationer, som en gång fungerade som en del av ritualer för att blidka deras många gudar och älvor, som mestadels glömdes bort sedan folken blev kristna. Traditioner som denna lever envist vidare till denna dag. Gudarna och de ursprungliga betydelserna är sedan länge bortglömda och deras betydelser ersätts med sådana som är mer i enlighet med kristendomen. Den verkliga anledningen till att vete planteras vid den här tiden, eller på Santa Barbaras dag, är för att tätheten, färgen och rikedomen på skotten kommer att förutsäga hur den kommande skörden kommer att bli, samt öka chanserna för att den blir det. 

### USA
Under 1920-talet spreds luciafirandet till USA genom svenskamerikanska föreningar, och kompletterades 1939 med luciatävlingar liknande dem i Sverige. Gustavus Adolphus College,  St. Peter, Minnesota är  en skola grundad av svenska invandrare, har firat Saint Lucia årligen sedan 1941. Sex kvinnor har valts ut att vara en del av Saint Lucias hov. Kvinnorna är valda av sina kamrater för att hedra den legendariska Lucias egenskaper. I ett försök att behålla traditionen relevant för nutiden ändrades urvalsprocessen 2011 för att den skulle vara mer baserad på egenskaperna hos den legendariska Lucia. Valet av valkommittén och Lucia är en process i två steg. Först uppmanas campusgemenskapen att skicka in nomineringar av alla andra kvinnor som exemplifierar egenskaperna av modigt ledarskap, tjänster åt andra, karaktärsstyrka och medkänsla och som därför är ett ljus för andra. Dessa kvinnor behöver inte ha en svensk anknytning eller kunna sjunga (eftersom hovet sjunger tidigt på morgonen). Kvinnor i andra ring röstar sedan om vem som ska vara med i firandet. De tre högst nominerade ingår. Sedan granskar Guild of St. Lucia de återstående nomineringarna och väljer ut upp till tre kvinnor till, som ska tjänstgöra i valkommittén med målet att den ska vara representativ för andra ringen.

### Venezuela
Staden Mucuchíes i Mérida delstat, Venezuela, har valt Santa Lucia och San Benito el Moro som skyddshelgon. Skyddshelgonfestligheter hålls under december månad.

### Saint Lucia
Saint Lucia, den lilla önationen i Karibien, firar den 13 december som sin nationaldag efter sitt skyddshelgon, Saint Lucia. National Festival of Lights and Renewal hålls kvällen före semestern, för att hedra Lucia, ljusets helgon. I detta firande tänds dekorativa lampor (mestadels med jultema) i huvudstaden Castries; hantverkare presenterar dekorerade lyktor för tävling; och de officiella aktiviteterna avslutas med ett fyrverkeri.